# Lukács Bőle
Lukács Bőle (Marcali, 27 marzo 1990) è un calciatore ungherese, centrocampista o ala del Szentlőrinci.

## Caratteristiche tecniche
Trequartista naturale, negli ultimi anni ha avanzato in un ruolo più offensivo giocando principalmente come ala. Dotato di buona tecnica, è abile nelle punizioni.

## Carriera
Si affaccia nel mondo del calcio con il Marcali, squadra della sua città natale, dopo un breve passaggio all'MTK Budapest, nel 2004 entra nel settore giovanile del Kaposvár con cui riuscirà anche a partecipare al Torneo di Viareggio 2010 e nella stagione ad entrare nel giro della prima squadra, esordendo contro il Diosgyor il 7 novembre 2009 valevole per il campionato. Dopo cinque stagioni giocate su ottimi livelli, lascia l'Ungheria per accettare la proposto del Politehnica Iași, club neo promosso della massima serie rumena. In breve tempo diviene uno dei titolari inamovibili, nel campionato 2015-16 dopo l'annullamento della licenza UEFA al Cluj sarà uno dei giocatori fondamentali per l'approdo e il debutto in una competizione europea del club dopo la sua rinascita, riuscendo a giocare la qualificazione all'Europa League 2016-2017. Nel luglio 2017 torna in Ungheria, firmando un contratto quinquennale con il Ferencváros. Nella sua prima stagione per via di un infortunio gioca con poca costanza, riuscendo a segnare il suo primo gol in biancoverde solo all'ultima giornata di campionato nel 3-3 esterno contro il già retrocesso Balmazújváros. Nelle successive stagioni gioca con maggiore continuità riuscendo anche a vincere il campionato 2018-19, Il primo febbraio 2020 passa in prestito al Zalaegerszeg che condurrà ad una tranquilla salvezza in virtù delle ottime prestazioni e delle tre reti di cui una doppietta contro il Kaposvár sua ex squadra nella vittoria esterna per 6-0 del 29 maggio in 11 presenze. Rientrato al Ferencváros rimane fuori dai piani tecnici del mister e della società svincolandosi da essa il primo ottobre 2020. Il 19 gennaio 2021 si accorda con l'Honvéd, firmando un contratto valido fino al 30 giugno 2022. Fa il suo esordio cinque giorni dopo nel match di campionato contro la sua ex squadra, ovvero lo Zalaegerszeg terminato 2-2. Segna la sua prima rete nell'ottavo turno di Coppa d'Ungheria contro l'III. Kerület, partita terminata 3-1 in favore della sua squadra che riesce così a passare il turno, dove segna la rete del 2-1. Tre giorni dopo si ripete in campionato nella sconfitta contro il Budafok. La stagione seguente gioca da titolare, ma alla naturale scadenza del contratto non viene rinnovato, trovando successivamente l'accordo con il Paks.

## Statistiche

### Presenze e reti nei club
Statistiche aggiornate al 25 aprile 2022.
| Stagione                   | Squadra                    | Campionato                 | Campionato | Campionato | Coppe nazionali | Coppe nazionali | Coppe nazionali | Coppe continentali | Coppe continentali | Coppe continentali | Altre coppe | Altre coppe | Altre coppe | Totale | Totale |
| Stagione                   | Squadra                    | Comp                       | Pres       | Reti       | Comp            | Pres            | Reti            | Comp               | Pres               | Reti               | Comp        | Pres        | Reti        | Pres   | Reti   |
| -------------------------- | -------------------------- | -------------------------- | ---------- | ---------- | --------------- | --------------- | --------------- | ------------------ | ------------------ | ------------------ | ----------- | ----------- | ----------- | ------ | ------ |
| 2009-gen. 2010             | Kaposvár II                | NBII                       | 8          | 1          | -               | -               | -               | -                  | -                  | -                  | -           | -           | -           | 8      | 1      |
| ott. 2009-2010             | Kaposvár                   | NBI                        | 9          | 0          | MK+MLK          | 0+-             | 0+-             | -                  | -                  | -                  | -           | -           | -           | 9      | 0      |
| 2010-2011                  | Kaposvár                   | NBI                        | 2          | 0          | MK+MLK          | 1+2             | 0+0             | -                  | -                  | -                  | -           | -           | -           | 5      | 0      |
| 2011-2012                  | Kaposvár                   | NBI                        | 9          | 1          | MK+MLK          | 4+6             | 1+0             | -                  | -                  | -                  | -           | -           | -           | 19     | 2      |
| 2012-2013                  | Kaposvár                   | NBI                        | 8          | 0          | MK+MLK          | 1+4             | 0+1             | -                  | -                  | -                  | -           | -           | -           | 13     | 1      |
| 2013-2014                  | Kaposvár                   | NBI                        | 24         | 0          | MK+MLK          | 0+5             | 0+0             | -                  | -                  | -                  | -           | -           | -           | 29     | 0      |
| Totale Kaposvár            | Totale Kaposvár            | Totale Kaposvár            | 52         | 1          |                 | 23              | 2               |                    | -                  | -                  |             | -           | -           | 75     | 3      |
| 2014-2015                  | FC Politehnica Iași        | L1                         | 19         | 3          | CR+CdL          | 2+0             | 0+0             | -                  | -                  | -                  | -           | -           | -           | 21     | 3      |
| 2015-2016                  | FC Politehnica Iași        | L1                         | 21+11      | 1+1        | CR+CdL          | 1+0             | 0+0             | -                  | -                  | -                  | -           | -           | -           | 33     | 2      |
| 2016-2017                  | FC Politehnica Iași        | L1                         | 21+11      | 6+3        | CR+CdL          | 1+1             | 0+0             | UCL+UEL            | 2                  | 0                  | -           | -           | -           | 36     | 9      |
| Totale FC Politehnica Iași | Totale FC Politehnica Iași | Totale FC Politehnica Iași | 61+22      | 10+4       |                 | 5               | 0               |                    | 2                  | 0                  |             | -           | -           | 90     | 14     |
| 2017-2018                  | Ferencváros                | NBI                        | 6          | 1          | MK              | 0               | 0               | UEL                | 4                  | 0                  | -           | -           | -           | 10     | 1      |
| 2018-2019                  | Ferencváros                | NBI                        | 25         | 3          | MK              | 2               | 0               | UEL                | 2                  | 0                  | -           | -           | -           | 29     | 3      |
| 2019-feb. 2020             | Ferencváros                | NBI                        | 6          | 1          | MK              | 2               | 1               | UCL+UEL            | 1+1                | 0+0                | -           | -           | -           | 10     | 2      |
| feb.-giu. 2020             | Zalaegerszeg               | NBI                        | 11         | 3          | MK              | 1               | 0               | -                  | -                  | -                  | -           | -           | -           | 12     | 4      |
| lug.-ott. 2020             | Ferencváros                | NBI                        | 0          | 0          | MK              | -               | -               | UCL                | -                  | -                  | -           | -           | -           | 0      | 0      |
| Totale Ferencváros         | Totale Ferencváros         | Totale Ferencváros         | 37         | 5          |                 | 4               | 1               |                    | 8                  | 0                  |             | -           | -           | 49     | 6      |
| gen.-giu. 2021             | Honvéd                     | NBI                        | 11         | 1          | MK              | 1               | 1               | UEL                | -                  | -                  | -           | -           | -           | 12     | 2      |
| 2021-2022                  | Honvéd                     | NBI                        | 22         | 4          | MK              | 3               | 0               | -                  | -                  | -                  | -           | -           | -           | 25     | 4      |
| Totale Honved              | Totale Honved              | Totale Honved              | 33         | 5          |                 | 4               | 1               |                    | -                  | -                  |             | -           | -           | 37     | 6      |
| 2022-2023                  | Paks                       | NBI                        | 10         | 1          | MK              | 1               | 0               | -                  | -                  | -                  | -           | -           | -           | 11     | 1      |
| Totale carriera            | Totale carriera            | Totale carriera            | 212+22     | 26+4       |                 | 38              | 4               |                    | 10                 | 0                  |             | -           | -           | 281    | 34     |

## Palmarès

### Club

#### Competizioni nazionali
- Campionato ungherese: 1

Ferencváros: 2018-2019